# Diòclides d'Atenes
Diòclides (en llatí Diocleides, en grec antic Διοκλείδης) era un atenenc que en el moment en què el poble estava escandalitzat pel cas dels Hermocòpides, la mutilació de les herma, uns pilars quadrats que representaven al déu Hermes, l'any 415 aC, va declarar davant del consell que havia vist a uns 300 homes que es reunien al teatre, i a la llum de la lluna plena n'havia reconegut alguns, però no sabia el que hi anaven a fer. L'endemà, quan va conèixer els fets, va anar a denunciar aquella reunió, i va dir que l'havien volgut subornar amb dos talents per callar-lo però després no havien complert la seva paraula i no l'havien pagat i per això els delatava.
En un principi es va creure aquella història, i diverses persones a les que Diòclides va denunciar van ser empresonades, i l'informador va rebre una corona d'or i un espectacle públic al Pritaneu. Poc després, l'orador Andòcides, que tenia diversos amics entre els denunciats, va presentar la seva versió sobre els fets, que contradeia la de Diòclides, i va fer notar que aquella nit no lluïa la lluna plena, i que per tant poca cosa podia haver vist. El van obligar a confessar que les seves acusacions eren falses i va afegir (cosa que potser era igualment falsa), que Alcibíades i Amiant l'havien subornat per donar aquella llista de noms. Els dos homes van poder fugir, i Diòclides va ser executat, segons diu Tucídides.